# Epidendrum acreense
Epidendrum acreense är en orkidéart som först beskrevs av Friedrich Gustav Brieger och Hamilton Dias Bicalho, och fick sitt nu gällande namn av Eric Alston Christenson. Epidendrum acreense ingår i släktet Epidendrum och familjen orkidéer. Inga underarter finns listade i Catalogue of Life.